# تپه کاووسی جمال‌آباد
تپه کاووسی جمال آباد مربوط به دوران‌های تاریخی پس از اسلام است و در شهرستان ارسنجان، بخش مرکزی، روستای جمال آباد واقع شده و این اثر در تاریخ ۲۲ مرداد ۱۳۸۴ با شمارهٔ ثبت ۱۳۲۹۸ به‌عنوان یکی از آثار ملی ایران به ثبت رسیده است.